# 月球背面

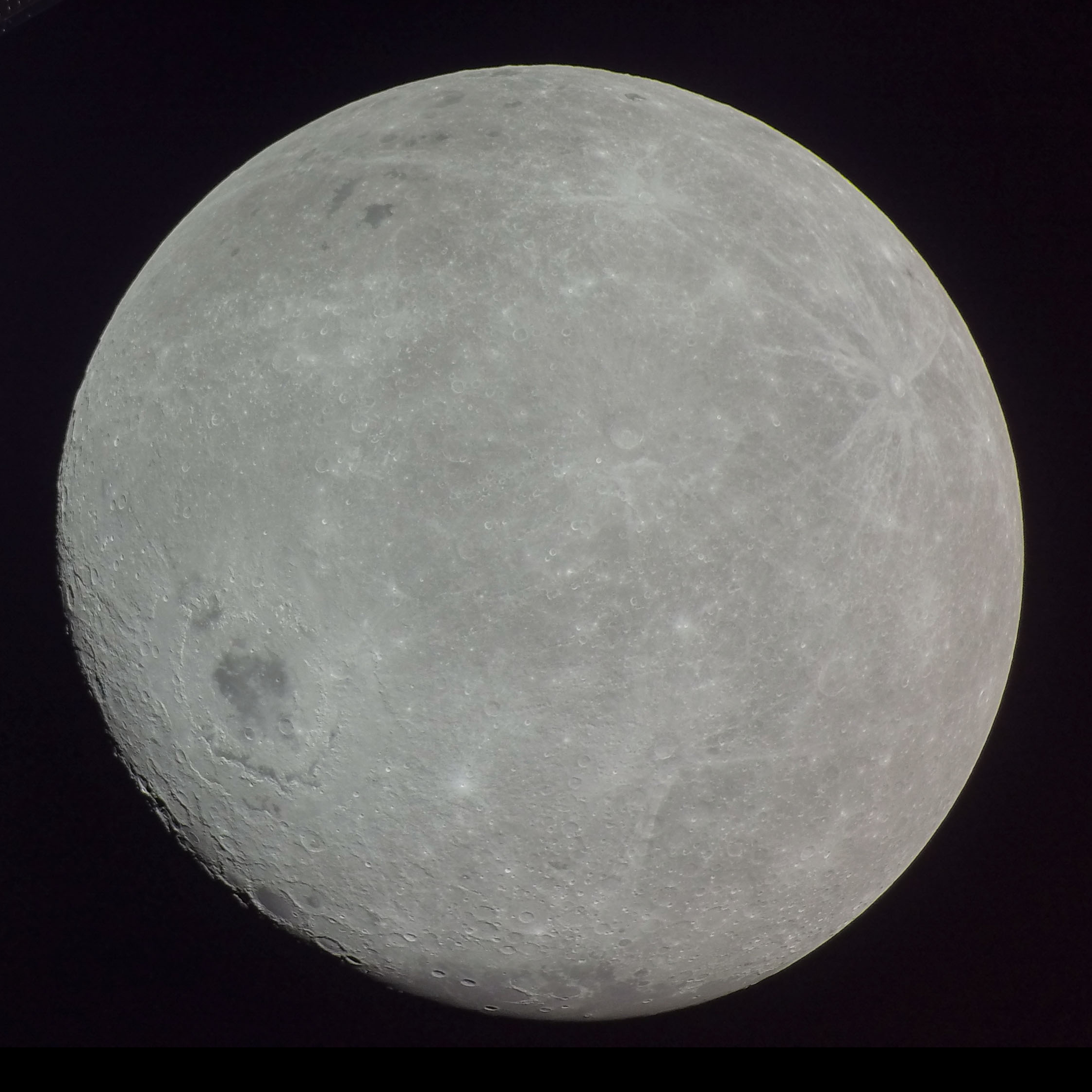
月球背面的照片，可見東方海（左中）和阿波羅環形山（左上），由猎户座飞船在阿耳忒弥斯1号任務期間拍攝。

月球背面是月球因为潮汐鎖定總是背對地球的半球，與它相對的是月球正面。與正面相比，背面的地形崎嶇不平，有大量的撞擊坑和相對較少的平坦和黑暗的月海，使其看起來更接近太陽系中其它貧瘠的地方，如水星和卡利斯托。它擁有太陽系中最大的隕石坑之一，南极-艾特肯盆地。半球有時被稱為“月球的黑暗面”，其中「黑暗」的意思是「未知」，而不是「缺乏陽光」——月球的每一側都經歷兩週的陽光，而另一側則經歷兩週夜間。
由於天平動，地球上偶爾可以看到大約18%的背面。剩下的82%一直沒有被觀測到，直到1959年，蘇聯月球3號太空探測器拍攝到了這些區域的照片。蘇聯科學院於1960年出版了第一本背面地圖集。1968年，阿波羅8號繞月飛行時，搭載的三位太空人成為第一批親自看到月球背面的人類。所有載人和無載人的軟著陸都發生在月球正面，直到2019年1月3日，嫦娥四號才首次在月球背面著陸。
天文學家建議在月球背面安裝一架大型電波望遠鏡，使其能免受來自地球的電磁干擾。

## 釋義

由於潮汐鎖定，中心體（地球）的居民將永遠無法看到衛星（月球）的綠色區域。

來自地球的潮汐力使月球的自轉速度减慢到同一側始終面向地球的程度，這種現象被稱為潮汐鎖定。另一面，大部分從地球上永遠看不見，因此被稱為「月球背面」。隨著時間的推移，由於天平動，可以看到背面的一些眉月形邊緣。總的來說，月球表面的59%在某個時間或某個其它時間都可以從地球上看到。對偶爾從地球上可見的月球背面部分進行有用的觀測是困難的，因為距離地球的視角很小（無法「完全」觀測到）。
一個常見的誤解是月球沒有自轉（不繞其軸線旋轉）。如果是這樣的話，對地球而言將可以在月球繞行地球一週的時間中看見整個月球的表面。相對的，它的自轉週期與軌道週期相匹配，這意味著它每繞一圈就會自轉一次：就地球而言，可以說它的月球日和它的年有相似的長度（即27.3個地球日與29.5個地球日）。
「月球的黑暗面」一詞並不是指在沒有光的情况下的「黑暗」，而是指在未知情况下的「黑暗」：在人類能够派遣太空船繞月飛行之前，從未見過這個區域。事實上，正面和背面（平均而言）直接從太陽接收的光幾乎相等。但這種對稱性由於從地球反射到正面的陽光（地球照），以及只有在背面已經黑暗的時候才會發生的月食，而變得複雜。月食意味著，在很長一段時間內，面向地球的正面比背面接收到的陽光略少。
在「滿月」下的夜晚，月球的正面接收到大約10勒克斯的光照（大約相當於街燈下的都市人行道；這是地球在滿月下接收到的光照的34倍），而在月夜期間，月球的暗側僅接收到大約0.001勒克斯的星光。只有在滿月期間（從地球上看），整個月球的背面才會是黑暗的。
「黑暗」一詞已經擴展到也指當太空船在月球背面時，與太空船的通信可能會被阻斷，例如在阿波羅太空任務中。

月球勘測軌道飛行器（LRO）拍攝的詳細影像，可見莫斯科海。

2015年7月16日深空气候观测卫星从距地球100万英里的太空拍摄的月球绕过地球，只能看到月球的一侧。

## 差別
月球的兩個半球有著明顯不同的外觀，正面側覆蓋著多個巨大的月海（maria，拉丁語中"海"的意思，因為最早的天文學家錯誤地認為這些平原是月球水的海洋），背面则是一幅破舊、坑坑窪窪的外觀，幾乎沒有海，只有1%的背面表面被海覆蓋，而在正面為31.2%。對這種差異的一種普遍接受的解釋為與正面半球產熱元素的濃度較高有關，正如從月球勘探者從加瑪射線光分計獲得的地球化學建模（地球化學圖）所證明的那樣。雖然其他因素，如表面高程和地殼厚度，也可能影響玄武岩的噴發位置，但這些因素並不能解釋為什麼背面南極-艾特肯盆地（包含月球最低高程，地殼薄）的火山活動不如正面的風暴洋活躍。.
也有人提出，兩個半球之間的差異可能是由與一個較小的伴隨衛星碰撞引起的，該碰撞也源於忒伊亞碰撞。在這個模型中，撞擊導致了一個增生堆，而不是一個火山口，形成了一個半球狀的層，其範圍和厚度可能與背面高地的尺寸一致。然而，背面的化學成分與該模型不一致。
背面有更多可見的隕石坑。這被認為是月球熔岩流的影響，熔岩流覆蓋並掩蓋了隕石坑，而不是像在地球的遮罩作用。據美國國家航空暨太空總署的計算，從月球上看，在41,000平方度的天空中，地球只遮蔽了大約4平方度。  「這使得地球作為月球的盾牌可以忽略不計，而且月球的正反面都可能受到相同數量的撞擊。儘管兩側都受到了相同數量的衝擊，但熔岩更新的表面導致正面可見的隕石坑比背面可見的更少。」
最新研究表明，月球形成時，來自地球的熱量是正面撞擊坑較少的原因。月殼主要由斜長石組成，鋁和鈣在地函中凝結並與矽酸鹽結合形成。較冷的背面更快地經歷了這些元素的凝結，因此形成了較厚的地殼；在正面的流星體撞擊有時會穿透這裡較薄的地殼，釋放出形成海的玄武岩熔岩，但在背面卻很少這樣。

## 探測

### 早期探測

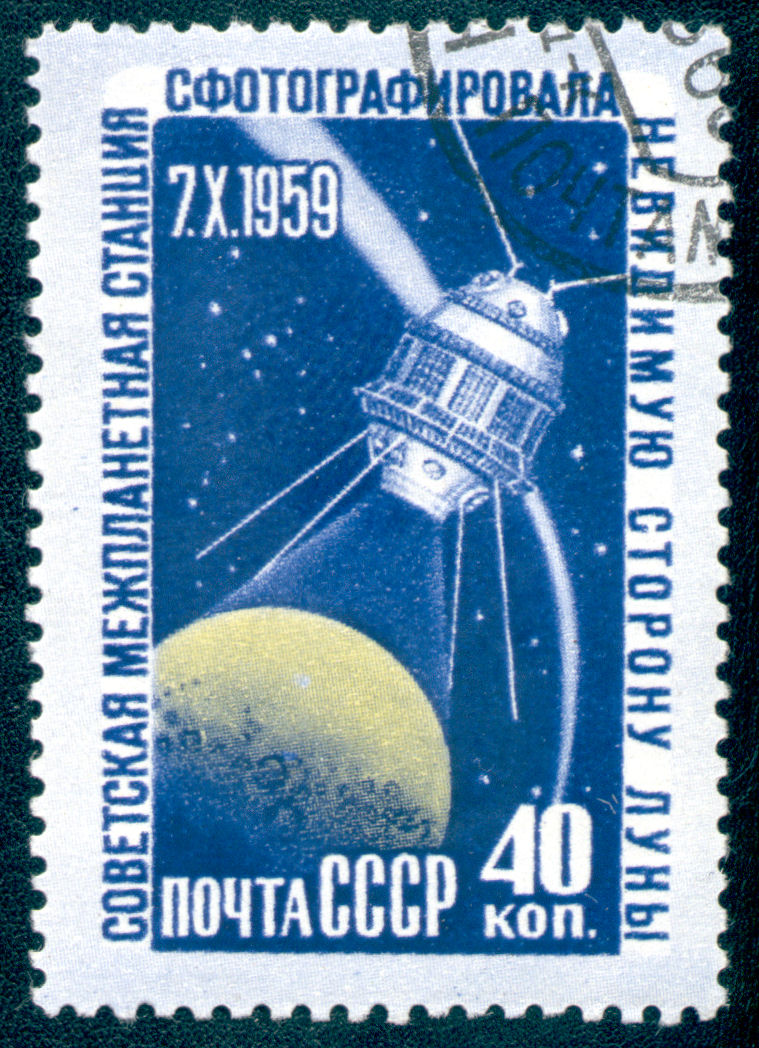
前蘇聯在1959年為紀念拍到月球背面的第一張照片發行的郵票。

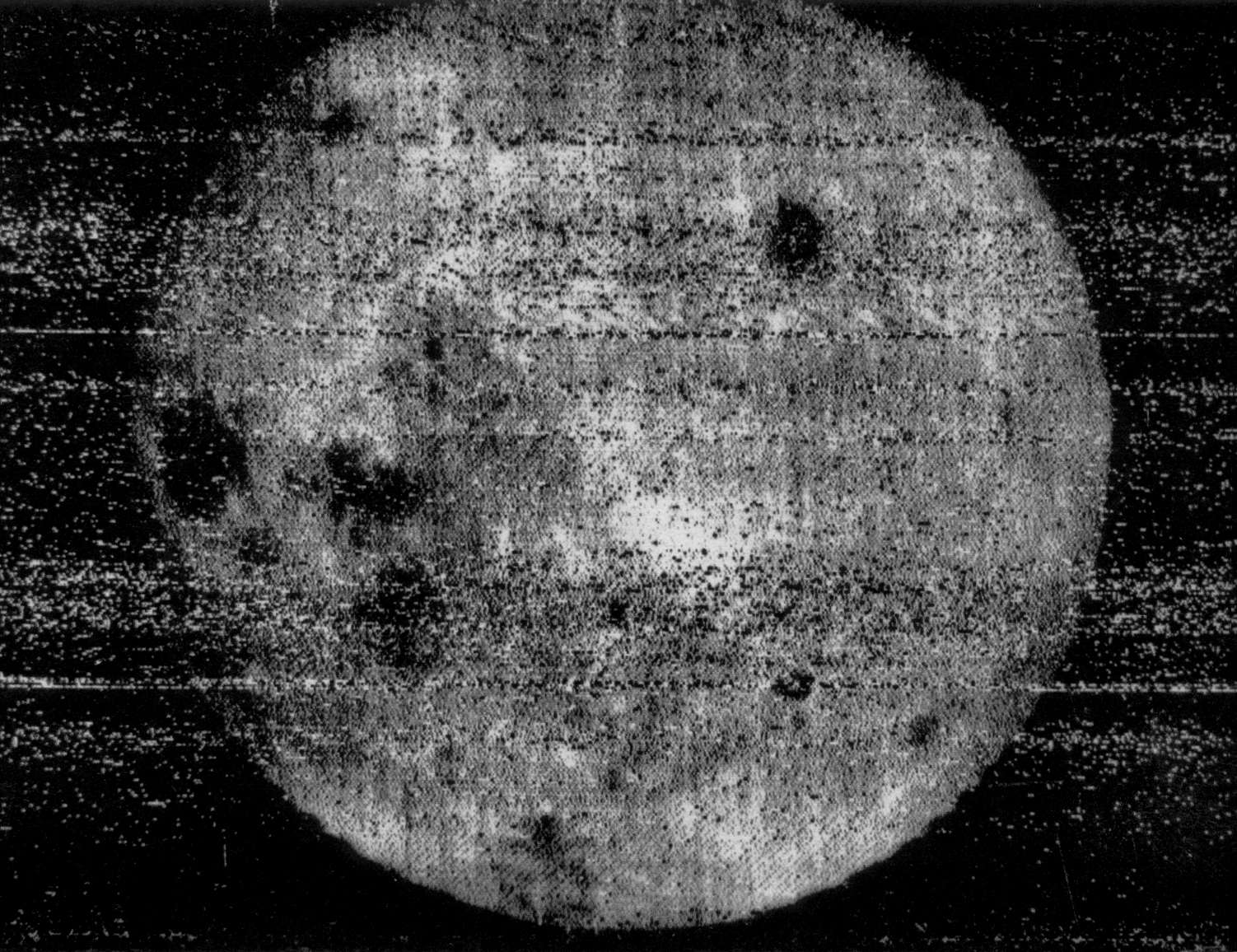
1959年10月7日月球3號拍攝的影像，首次揭示了月球的背面。清晰可見的是莫斯科海（右上）與三胞胎的危海、界海和史密斯海（左中）。

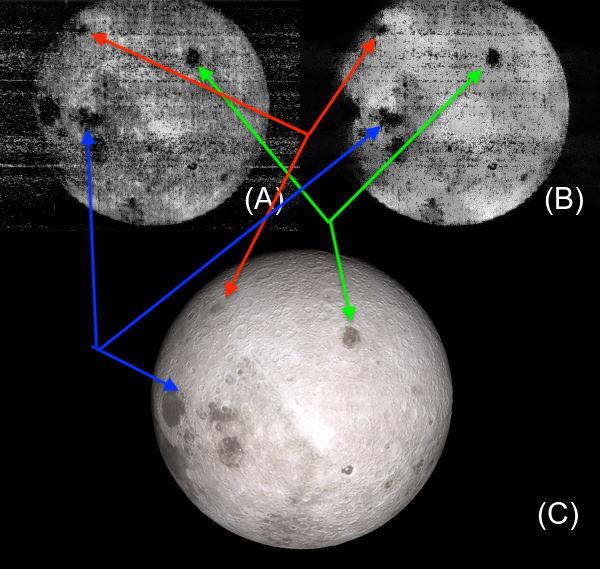
當使用先進的雜訊去除科技（B）恢復月球背面的第一張影像（A）時，與美國國家航空航太局後來的LRO任務（C）相比，重要特徵點清晰可見，可見特徵點的清晰、一對一對照也很明顯。

直到20世紀50年代末，人們對月球背面知之甚少。天平動週期性地允許對月球背面邊緣的特徵進行有限的一瞥，但僅占月球總表面的59%。然而，這些特徵都是從低角度觀察到的，阻礙了有用的觀察（事實證明，很難區分火山口和山脈）。背面剩下的82%的地表仍然未知，對其性質也有很多的猜測。
可以通過天平動看到的背面特徵的一個例子是東方海，它是一個幾乎橫跨1,000 km（600英里），然而，直到1906年，德國天文學家尤利烏斯·海因里希·弗朗茨才將這一個特徵命名。該盆地的真實性質是在20世紀60年代將校正後的影像被投影到球體上，才被發現的。1967年，月球軌道器4號拍攝了該盆地的詳細照片。
在太空探索開始之前，天文學家們沒有想到月球的背面會與地球可見的正面不同。在1959年10月7日，蘇聯探測器月球3號拍攝了月球背面的第一張照片，其中18張是可分辨，覆蓋了地球上看不見的三分之一的表面。在對這些影像進行了分析之後，蘇聯科學院於1960年11月6日出版了第一本月球背面地圖集。它包含了500個可分辨的景觀特徵目錄。
在1961年，蘇聯根據月球3號的影像發布了第一個月球儀（比例為1:13600000）。
在1965年7月20日，另一個蘇聯探測器探測器3號（英語：Zond3）發表了25張質量非常好的月球背面照片，分辯率遠高於月球3號。特別是，他們發現了數百公里長的環形山鏈。但是，出乎意料的是，沒有一塊能像肉眼從地球上看到的海那樣的平原。
在1967年，《月球背面的圖集》的第二部分在莫斯科發表。根據探測器3號的數據，該目錄現在包括4,000個新發現的月球背面景觀特徵。同年，第一張「完整的月球地圖」（比例為1:5000000）並更新了完整的月球儀（比例為1:10000000），呈現月球表面95%的特徵，在蘇聯被釋放。
由於蘇聯的太空探測器發現了月球背面的許多突出景觀特徵，蘇聯科學家為它們取了名字。這引起了一些爭議，國際天文學聯合會保留了其中許多名稱，後來承擔了命名該半球月球特徵的角色。

### 進一步調查任務
1962年4月26日，美國國家航空暨太空總署遊騎兵4號儘管未能返回撞擊前的任何科學數據，它成為第一艘撞擊月球背面的太空船。
美國國家航空暨太空總署於1966年至1967年發射的美國無載人月球軌道計畫對月球背面進行了第一次真正全面而詳細的測繪。對月球背面的大部分覆蓋是由該系列的最後一個探測器月球軌道器5號提供的
1968年12月，在阿波羅8號任務中，人類首次直接看到了月球背面。太空人威廉·安德斯描述了他的觀點如下：
「背面看起來像是我的孩子們玩了一段時間的沙堆。這一切都是一團糟，毫無章法可言，只是有很多凹凸和洞孔。」

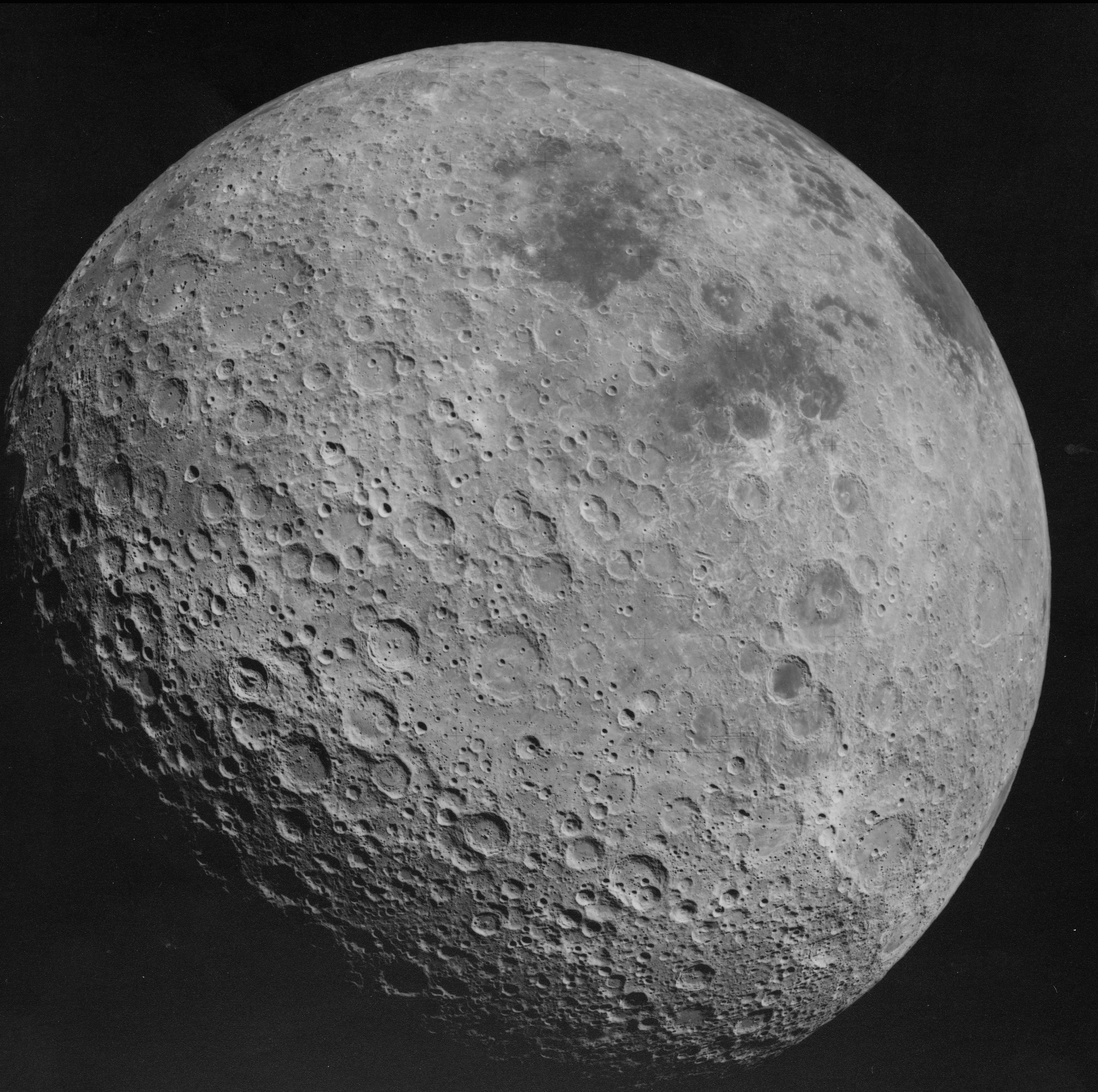
1972年，阿波羅16號拍攝的月球背面，可見界海和史密斯海。可以看見坑洞比月球正面的多得多。

從阿波羅8號和阿波羅10號到阿波羅17號，所有24位太空人都看到過月球背面，並且有許多月球探測器拍攝了照片。太空船從月球後面經過時，都會與地球失去了直接的無線電通信，不得不等到軌道回到正面時才能傳輸資料。在阿波羅任務期間，服務艙的主發動機必須當太空船在月球後面時啟動，在太空船再次出現之前，任務控制中心都因擔心而非常的緊張。
身兼地質學家的太空人哈里遜·舒密特是最後一個登上月球的人，他曾積極遊說阿波羅17號的著陸點位於月球的背面，目標是充滿熔岩的火山口齐奥尔科夫斯基环形山（英語：Tsiolkowskiy）。舒密特雄心勃勃的提議還包括將一顆具有影像傳輸功能，有如現在的红外波段遥感气象卫星（英語：TIROS，Television Infrared Observation Satellite）的衛星以法誇爾-利薩如軌道安放在L2點，以便任務控制中心在太空船下降階段與在太犉月球表面操作期間能維持視線的聯繫。美國國家航空暨太空總署以會增加風險和缺資金否決了這個計畫。
隨著中國國家航天局於2018年5月21日發射的鵲橋中繼衛星，利用地月L2做為覆蓋月球背面通信衛星的想法已經實現。此後，它被用於嫦娥四號著陸器和於2019年初成功登陸月球背面的玉兔二號月球車之間與地球上的地面站之間的通信。L2還被提議做為推進劑庫的理想位置。

### 軟著陸

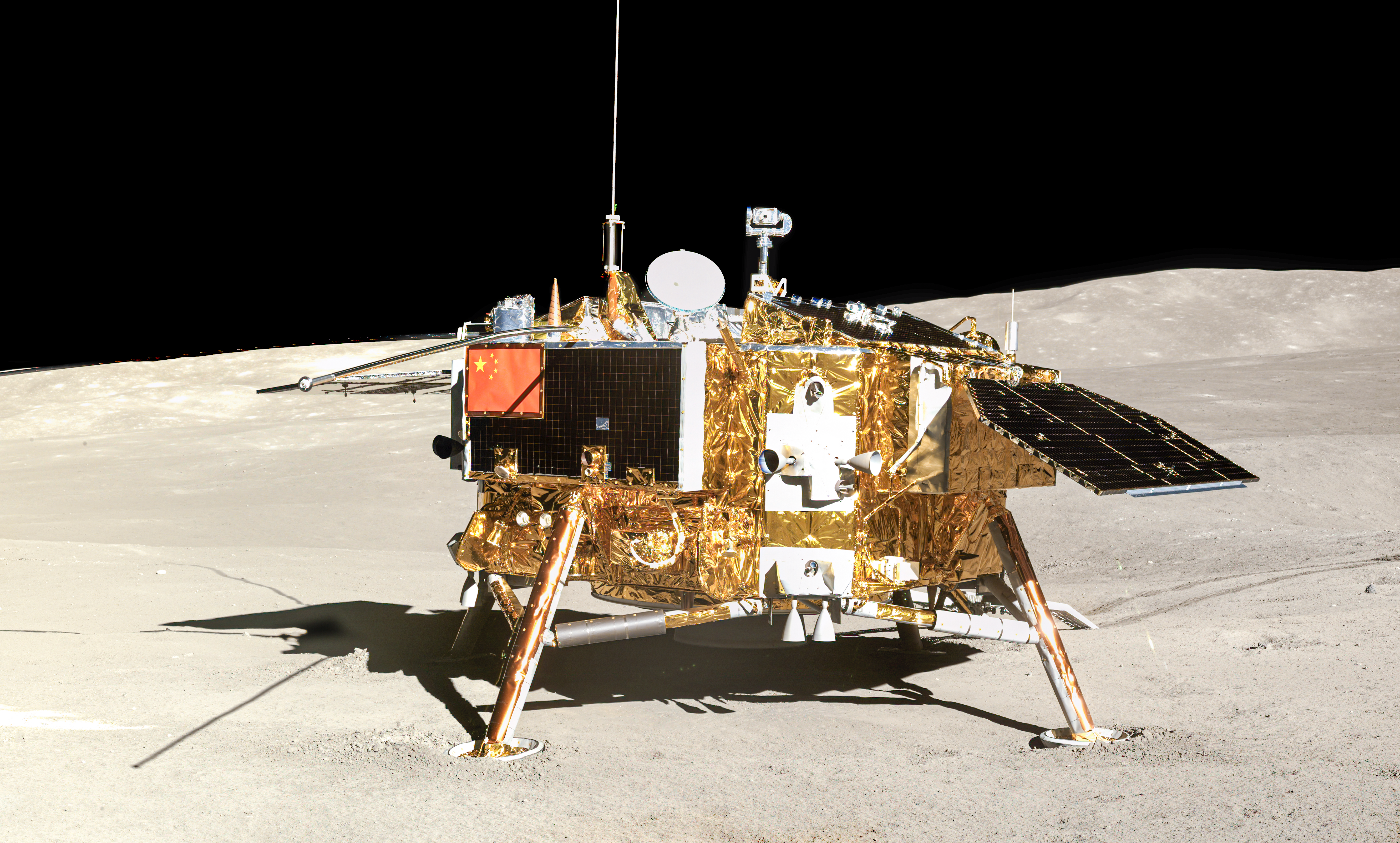
玉兔二號月球車在月球背面拍攝的嫦娥四號著陸器。

2019年1月3日，中國國家航天局的「嫦娥四號」實現了人類首次月球背面軟著陸，並在月球背面部署了「玉兔二號」月球車。該飛行器包括一個著陸器和裝有低頻無線電攝譜儀和地質研究工具。2020年2月，中國天文學家首次報導了月球噴出物序列的高解析度影像，以及對其內部結構的直接分析。這些是基於「玉兔2號」月球車上月球探測雷達（LPR）的觀測結果。
嫦娥六号已经于2024年发射，着陆于月球背面的阿波罗环形山，采集样本并返回地球。
因為來自地球的干擾被月球阻擋，月球的背面為射電天文學提供了良好的環境。月球表面電磁學實驗（LuSEE Night）著陸器預計最早將於2026年完成軟著陸任務，美國國家航空暨太空總署和美國能源部正在開發一個位於遠端的機器人天文臺，用於量測宇宙早期歷史的電磁波。

## 潜在用途和任務
月球背面被認為是放置電波望遠鏡的好地方，因為月球會阻擋地球的無線電，使其免受干擾。碗狀的小隕石坑為類似於波多黎各的阿雷西博天文臺，固定的望遠鏡，提供了一個自然形成的場所。對於更大尺度的望遠鏡來說，位於背面中心附近100（60英里）外的代達羅斯環形山，其3（2英里）邊緣將有助於阻擋軌道上衛星的雜散通信。另一個潜在的射電望遠鏡候選地是薩哈環形山。
在將電波望遠鏡部署到月球背面之前，必須克服幾個問題。細小的月球塵埃會污染設備、車輛和太空衣。用於碟型天線的導電材料也必須小心遮罩，以防太陽耀斑的影響。最後，望遠鏡周圍的區域必須受到保護，以免受到其他無線電源的污染。
地月系統的L2拉格朗日點位於背面上方約62,800（39,000英里）處，這也被提議作為未來射電望遠鏡的位置，該望遠鏡將以利薩如軌道圍繞拉格朗日點執行。
美國國家航空暨太空總署正在研究一項登月任務，计划把一個樣品返回著陸器送到南極-艾特肯盆地，這是一次重大撞擊事件的發生地，該事件发生在一個幾乎2,400（1,500英里）深的地層。這次撞擊的力量已經深入月球表面，分析從該地點返回的樣本，可以獲取有關月球內部的資訊。
由於月球正面部分被地球遮蔽，不會受到太陽風的轟襲，預測月球背面的月海有著月球表面濃度最高的氦-3。這種同位素有很好的潜力做為核融合反應堆的燃料，但在地球上相對罕見。這種物質的存在給了主張在月球建立基地的支持者一個很好的理由。

## 已命名之地理特徵

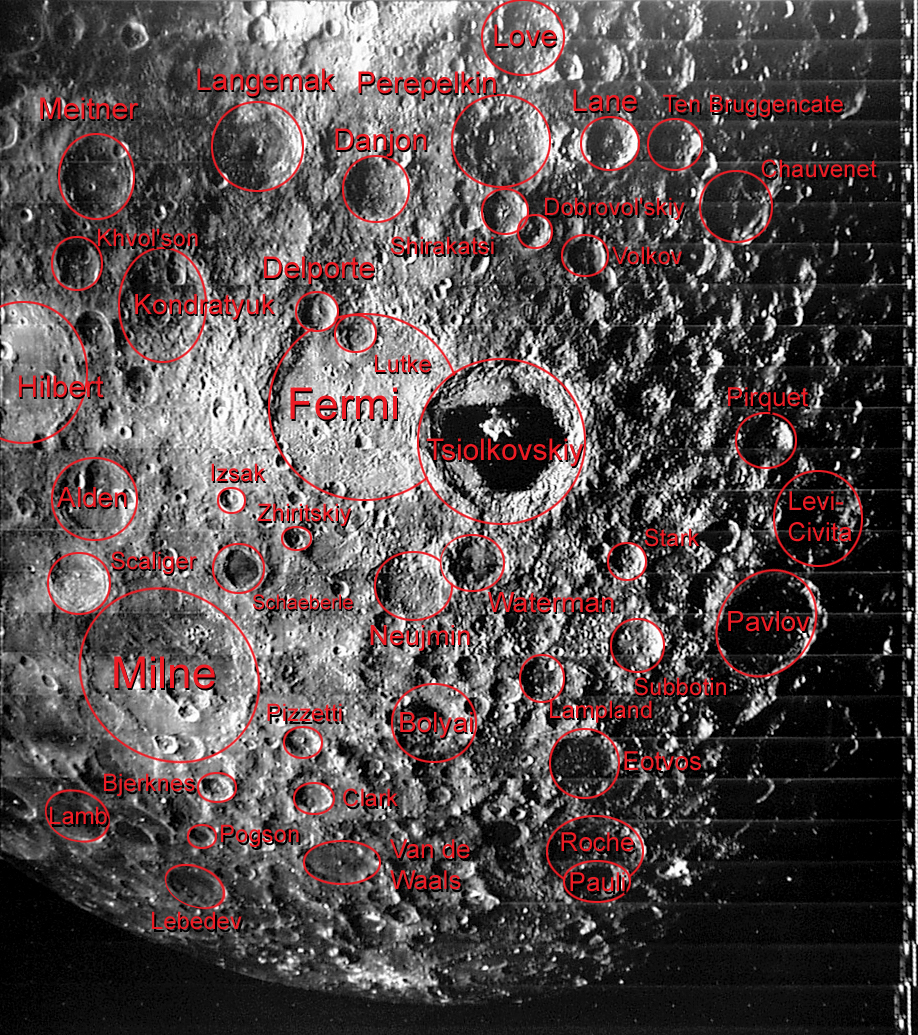
月球背面的一些地理特徵在這張照片中被標記出來。

- 艾特肯環形山
- 阿米奇環形山
- 阿努欽環形山
- 阿波羅環形山
- 阿伏伽德羅環形山
- 別利科維奇環形山
- 別洛波利斯基環形山
- 貝格斯特蘭隕石坑
- 伯克納環形山
- 伯克霍夫環形山
- 比耶克尼斯隕石坑
- 博克隕石坑
- 坎貝爾環形山
- 康托爾環形山
- 卡諾環形山
- 卡塞格林環形山
- 錢德勒環形山
- 查普爾環形山
- 切爾內紹夫環形山
- 科姆里環形山
- 庫侖-薩爾頓盆地
- 克魯克斯隕石坑
- 達朗伯環形山
- 代達羅斯環形山
- 戴維孫環形山
- 德爾波特隕石坑
- 戴森環形山
- 埃勒曼隕石坑
- 埃姆登環形山
- 埃斯諾-佩爾蒂埃環形山
- 芬森環形山
- 弗萊明環形山
- 福勒環形山
- 弗里德曼環形山
- 格拉西莫維奇環形山
- 古爾斯特蘭德隕石坑
- 海因環形山
- 河鼓[40][41]
- 赫茨普龍環形山
- 赫·喬·威爾斯環形山
- 希波克拉底環形山
- 烏佐環形山
- 伊卡洛斯環形山
- 約費環形山
- 伊扎克隕石坑
- 詹納環形山
- 卡末林·昂內斯
- 柯克伍德環形山
- 克盧特環形山
- 科爾霍斯特環形山
- 科馬羅夫環形山
- 科羅廖夫環形山
- 柯瓦列夫斯卡婭環形山
- 庫格勒環形山
- 庫利克環形山
- 蘭姆環形山
- 奢湖
- 忘湖
- 孤獨湖
- 蘭德隕石坑
- 朗之萬環形山
- 列別捷夫環形山
- 萊布尼茲環形山
- 盧克萊修環形山
- 月球南極
- 馬克蘇托夫環形山
- 麥凱勒環形山
- 南海
- 冷海
- 洪堡海
- 智海
- 莫斯科海
- 東方海
- 門捷列夫環形山
- 邁克耳孫環形山
- 科迪勒拉山脈
- 魯克山脈
- 泰山[40][41]
- 尼克爾森隕石坑
- 仁科環形山
- 歐姆
- 奥本海默环形山
- 奧雷姆環形山
- 潘涅庫克環形山
- 帕拉斯基沃普洛斯環形山
- 帕列納戈環形山
- 帕特薩耶夫環形山
- 珀賴因環形山
- 佩蒂特隕石坑
- 皮爾凱環形山
- 普森環形山
- 普里斯特利環形山
- 凱特爾環形山
- 羅蘭環形山
- 薩爾頓環形山
- 施萊辛格環形山
- 沙勒隕石坑
- 斯滕伯格環形山
- 舒萊金隕石坑
- 斯尼亞德茨基隕石坑
- 索末菲環形山
- 南極-艾托肯盆地
- 天河站[40][41]
- 斯特賓斯環形山
- 斯托列托夫隕石坑
- 斯維德魯普隕石坑
- 天津 [40][41]
- 季霍夫環形山
- 季托夫隕石坑
- 津格爾隕石坑
- 齊奧爾科夫斯基環形山
- 廷德爾隕石坑
- 布瓦爾月谷
- 因吉拉米月谷
- 范托夫環形山
- 范德瓦耳斯環形山
- 瓦維洛夫環形山
- 費爾特拉格特環形山
- 維爾塔寧隕石坑
- 沃爾科夫隕石坑
- 馮·卡門環形山
- 馮·蔡佩爾環形山
- 萬戶撞擊坑
- 維納環形山
- 賴特隕石坑
- 山本環形山
- 織女[40][41]

## 外部連結
- Lunar and Planetary Institute: Exploring the Moon （页面存档备份，存于）
- NASA takes first video of dark side of the Moon （页面存档备份，存于）
- Lunar and Planetary Institute: Lunar Atlases （页面存档备份，存于）
- Ralph Aeschliman Planetary Cartography and Graphics: Lunar Maps 的存檔，存档日期29 May 2015.
- Full Moon Atlas: Lunar Far Side at lunarrepublic.com （页面存档备份，存于）
- Northwest Africa 482, only meteorite believed to have originated from the far side of the Moon （页面存档备份，存于）
- Moon articles in Planetary Science Research Discoveries （页面存档备份，存于）
- Merrifield, Michael. . Sixty Symbols. Brady Haran for the University of Nottingham.   [2023-11-12]. （原始内容存档于2011-09-25）.
- LIFE magazine (Nov. 9, 1959) article about first photos.